# Daiki Hattori
Daiki Hattori (japanisch 服部 大樹 Hattori Daiki; * 17. Oktober 1987 in der Präfektur Aichi) ist ein ehemaliger japanischer Fußballspieler.

## Karriere
Hattori erlernte das Fußballspielen in der Schulmannschaft der Toin Gakuen High School und der Universitätsmannschaft der Waseda-Universität. Seinen ersten Vertrag unterschrieb er 2010 bei YSCC Yokohama. Am Ende der Saison 2011 stieg der Verein in die Japan Football League auf. Am Ende der Saison 2013 stieg der Verein in die J3 League auf. Für den Verein absolvierte er 108 Ligaspiele. Ende 2015 beendete er seine Karriere als Fußballspieler.